# Поместный собор Русской православной церкви (1988)
Поме́стный собо́р Ру́сской правосла́вной це́ркви 1988 года — четвёртый в истории Русской православной церкви Поместный собор во втором патриаршем периоде (с 1917 года), который проходил 6—9 июня 1988 года в Троице-Сергиевой лавре, в Трапезном храме. Проведение Собора было приурочено к празднованию 1000-летия Крещения Руси.
Важнейшими итогами собора стали принятие нового устава Русской православной церкви, а также канонизация девяти подвижников православия:
1. благоверного Димитрия Донского,
2. преподобного Андрея Рублёва,
3. преподобного Максима Грека,
4. святителя Макария Московского,
5. преподобного Паисия Величковского,
6. блаженной Ксении Петербургской,
7. святителя Игнатия (Брянчанинова),
8. преподобного Амвросия Оптинского,
9. святителя Феофана Затворника.

На Соборе 1988 года, в отличие от Соборов 1945 и 1971 годов, дискуссии по вопросам церковного устроения на различных уровнях были весьма оживлёнными, порой приобретали острый характер: нередко члены Собора высказывали диаметрально противоположные суждения.
В 1989 году вышел документальный фильм «Поместный собор Русской Православной Церкви (фильм 1 из серии „С нами Бог“)» (режиссёр Борис Карпов, «ЦСДФ»). В фильме говорится о Боге, свободе выбора, покаянии, святости и т. д. Показано празднование юбилея, богослужения, заседание Поместного собора, Голосование за принятие нового Устава Русской православной церкви, Церемония чина канонизации святых в Трапезном храме Троице-Сергиевой лавры. Посещение участниками Поместного собора Свято-Георгиевского собора в Калуге, Томского монастыря в Ярославле, храмы в Болгарии, США. В фильме за кадром звучит много цитат из Священного Писания и выражений Святых Отцов, что не характерно для предыдущих документальных фильмов о РПЦ, снятых в СССР. Упоминается о гонениях и кампании по изъятии церковных ценностей, антирелигиозной пропаганде.

## Подготовка
С 28 по 31 марта 1988 года в Московском Новодевичьем монастыре заседало Предсоборное Архиерейское Совещание. На нём были рассмотрены программа юбилейного Поместного Собора и проекты его документов. Особое внимание привлёк проект Устава об управлении Русской Православной Церкви, разработанный по решению президиума Юбилейной комиссии архиепископом Смоленским и Вяземским Кириллом (Гундяевым). Проект устава был ранее рассмотрен и одобрен постоянными членами Священного Синода 22 января 1988 года, редакционной комиссией и президиумом Юбилейной комиссии 14 марта, пленумом Юбилейной комиссии 26 марта. Архипастыри внесли в него ряд поправок. Проект Устава был также представлен в Совет по делам религий при Совете министров СССР, который констатировал, что проект Устава не противоречит нормам гражданского законодательства и может использоваться на территории СССР. На Архиерейском Совещании были приняты имена подвижников благочестия для канонизации на Поместном Соборе.
Участниками собора должны были быть все архиереи Русской Церкви; по избранию — по два представителя от клириков и мирян каждой епархии; а также представители духовных школ, наместники и игумений монастырей. Собор состоял из 272 человек: в их число входили 74 архиерея (все правящие), 95 священников, 14 монахинь, 87 мирян (из них 6 женщин).

## Деятельность собора

### 6 июня
Поместный собор открылся 6 июня Божественной литургией в Троицком соборе лавры преподобного Сергия. На Собор прибыли 272 представителя от 67 внутренних и девяти зарубежных епархий, 22 монастырей, двух духовных академий и трёх семинарий, от зарубежных учреждений Русской церкви и от Японской автономной церкви.
В президиум Собора были избраны патриарх Пимен и постоянные члены Синода. Собор образовал секретариат во главе с митрополитом Одесским Сергием, мандатную комиссию под председательством митрополита Сурожского Антония и редакционную комиссию во главе с архиепископом Смоленским и Вяземским Кириллом (Гундяевым).
Слово приветствия Поместному собору от Совета министров СССР огласил председатель по делам религий Константин Харчев. С приветствиями в адрес собора обратились почётные гости. На первом заседании с докладом «1000-летие Крещения Руси» выступил митрополит Киевский и Галицкий Филарет.
В тот же день митрополит Крутицкий Ювеналий огласил доклад «Канонизация святых в Русской Православной Церкви». Для прославления в лике святых были предложены: великий князь Московский Димитрий Донской (1350—1389), Андрей Рублёв (1360 — I половина XV века), Максим Грек (1470—1556), митрополит Макарий Московский (1482−1563), преподобный Паисий Величковский (1722—1794), блаженная Ксения Петербургская (1732 — начало XIX века; почитаемая в народе), святитель Игнатий (Брянчанинов) (1807—1867), преподобный Амвросий Оптинский (1812—1891), святитель Феофан Затворник (1815—1894). Решением Собора был совершён чин канонизации.
Благоверный князь Димитрий Донской был местночтимым святым несколько веков — Собор утвердил то, что уже давно было церковной практикой. Так же и с другими канонизированными на соборе святыми. Местное почитание преподобного Андрея Рублёва известно с конца XV века. Преподобный Максим Грек был местно почитаем с конца XVI века. Прославление Макария Московского отчасти было поклоном в сторону старообрядчества. Ксения Петербургская почиталась в народе и в XIX, и в XX веке; особенно во время и после Великой Отечественной войны.
В «Деяниях Собора» о канонизации было сказано:

Напечатать их жития и творения, у коих таковые имеются, для назидания и наставления в благочестии чад церковных… Считать необходимым в послесоборный период продолжить работу по изучению дальнейших канонизаций для прославления других почитающихся в народе подвижников веры и благочестия, попечение о чём иметь Священному Синоду

### 7 июня
На утреннем заседании 7 июня с докладом «Жизнь и деятельность Православной Церкви», содержащим обзор основных событий в жизни церкви со времени предыдущего Поместного собора в 1971 году, выступил митрополит Ростовский и Новочеркасский Владимир.
Председатель отдела внешних церковных сношений митрополит Минский и Белорусский Филарет выступил с докладом «Внешние связи Русской Православной Церкви», в котором был дан обзор взаимоотношений Русской церкви с другими Православными церквами во втором тысячелетии христианской истории. Большой раздел доклада посвящён экуменической деятельности Русской церкви.
На вечернем заседании с докладом о миротворческой деятельности Русской православной церкви выступил митрополит Ленинградский и Новгородский Алексий. В докладе были освещены миротворческие аспекты экуменической деятельности Церкви в 1970—1980-х годах.
Председатель издательского отдела Московского патриархата митрополит Волоколамский и Юрьевский Питирим выступил с докладом об издательской деятельности Русской православной церкви. Он подчеркнул ведущую роль Церкви в распространении на Руси книжной культуры в синодальную эпоху. Первоочередной задачей церковно-издательской деятельности митрополит Питирим назвал публикацию Священного Писания и богослужебных книг, выпуск научно-богословских трудов.

### 8 июня
8 июня перед началом утреннего заседания митрополит Киевский и Галицкий Филарет (Денисенко) сообщил Собору о вручении ему накануне в Киеве документа Совета министров Украинской ССР о передаче Русской православной церкви части Киево-Печерской лавры.
Председатель учебного комитета, ректор Московской духовной академии и семинарии архиепископ Дмитровский Александр (Тимофеев) выступил с докладом «Духовное образование Русской Православной Церкви». В докладе была отражена история духовного просвещения и школьного дела на Руси, особенное внимание докладчик уделил духовному просвещению в синодальный период, а также привёл отчёт о деятельности духовных школ в период после Поместного собора 1971 года. Особое внимание в докладе уделено проблемам, которые на тот момент стояли перед духовными школами.
Доклад председателя хозяйственного управления митрополита Воронежского и Липецкого Мефодия «Хозяйственная деятельность Русской Православной Церкви от древности до наших дней (988—1988)» ввиду болезни докладчика был зачитан секретарём хозяйственного управления протоиереем Леонидом Кузьминовым.
Главным событием вечернего заседания 8 июня стало обсуждение и принятие нового Устава Русской православной церкви. Проект Устава, разработанный и представленный Собору архиепископом Смоленским и Вяземским Кириллом (Гундяевым), обсуждался на Архиерейском предсоборном совещании 28—31 марта 1988 года. Во время дискуссии, состоявшейся на само́м Поместном соборе, были рассмотрены и внесены поправки в текст Устава, уточнены отдельные формулировки. При выработке нового устава архиепископ Кирилл (Гундяев) использовал наработки Собора 1917—1918 годов. Был отвергнут устав 1945 года. Объяснялось это тем, что устав 1945 года готовился в срочном порядке во время войны и многие моменты были не определены — устав признан абсолютно устаревшим.

«Положение об управлении Русской Православной Церковью», принятое на Поместном Соборе 1945 года, устарело. Изменения, внесённые в него в 1961 году, продиктованные сложной ситуацией, в которой оказалась Церковь на рубеже 50-60-х годов, привели к тому, что духовенство оказалось фактически отстранённым от руководства приходами, а юридически — и вообще от самих приходов.

Это был первый Устав в истории Русской церкви. В синодальную эпоху управление Русской церковью осуществлялось на основании «Духовного регламента», в некотором отношении сходного с Уставом; затем «Духовный регламент» заменили отдельные Определения Поместного собора 1917—1918 годов. С 1945 по 1988 год действовало краткое «Положение об управлении Русской Православной Церкви».
Устав ввёл периодичность созыва Поместных и Архиерейских соборов — не реже одного раза в два года. Был расширен состав Священного синода: число его временных членов увеличено до пяти. Были восстановлены епархиальные собрания. Правящий епископ при содействии собрания (из равного числа клириков и мирян) руководит церковной жизнью в епархии. При самом епископе учреждается епархиальный совет в составе не менее четырёх человек, одна половина из которых должна назначаться епископом, а другая — избираться епархиальным собранием на один год. Важнейшим изменением стала отмена решения Архиерейского собора 1961 года об отстранении священника от финансово-хозяйственной деятельности. Высшим органом в приходском управлении становилось приходское собрание из клириков и мирян — членов прихода; председателем собрания избирался настоятель храма. Исполнительным органом приходского собрания, призванным реализовывать его решения и подотчётным ему, стал приходской совет из трёх членов: председатель, его помощник, казначей.
На вечернем заседании Собора 8 июня был принят ряд других документов: «Обращение к чадам, не имеющим канонического общения с Матерью-Церковью», «Обращение ко всем, держащимся старых обрядов и не имеющим молитвенного общения с Московским Патриархатом», «Послание боголюбивым пастырям, честному иночеству и всем верным чадам Русской Православной Церкви».
Обращение «К чадам, не имеющим канонического общения с Матерью-Церковью» содержало призыв представителей Русской православной церкви заграницей к диалогу:

Такой диалог милостью Божией, мог бы привести нас к столь желаемому восстановлению церковного общения, помог бы разрушить разъединяющие ныне нас преграды. Заверяем вас, что никоим образом мы не хотим ни стеснить вашу свободу, ни получить господство над наследием Божиим (1 Пет. 5. 3), но всем сердцем стремимся к тому, чтобы прекратился соблазн разделения между единокровными и единоверными братьями и сёстрами, чтобы мы могли в единомыслии единым сердцем возблагодарить Бога у единой Трапезы Господней.

В «Обращении ко всем держащимся старых обрядов православно верующим христианам, не имеющим молитвенного общения с Московским Патриархатом» было выражено стремление к сближению со старообрядчеством:

Поместный Собор Русской Православной Церкви <…> с глубокой болью вспоминает возникшее в XVII веке разделение чад церковных <…> Мы молитвенно уповаем, что изменившиеся условия религиозной жизни в нашем Отечестве позволят всем нам вновь почувствовать наше духовное родство…
Вы, наши единокровные и единоверные братья и сестры, хотя и не находитесь в молитвенном общении с Московским Патриархатом, но разделяете с нами общие труды, направленные на благо нашего земного Отечества, на сохранение и упрочение мира между народами.
Духовное сокровище «древлего благочестия» ныне открывается не только тем, кто исповедует спасительную веру Христову, но и тем, кто ценит в древних памятниках проявление нашей национальной культуры.

### 9 июня
9 июня члены Собора обсудили и приняли ряд новых документов: «Определения Поместного Собора», «Обращение ко всем христианам мира», «Заявление по насущным проблемам современности».
На заключительном заседании Собора с докладом от мандатной комиссии выступил митрополит Сурожский Антоний.
Заключительное слово на Соборе произнёс патриарх Пимен.